# 希拉灣
希拉灣（英語：Sheila Cove），是南極洲的海灣，位於南奧克尼群島的勞里島北岸，處於潔西灣西南部，由蘇格蘭探險隊測量和命名，現時由南極條約體系管理。